# Romolo Boglietti
Romolo Boglietti (Córdoba, 24 settembre 1895 – Mendoza, ottobre 1955) è stato un calciatore argentino, di ruolo mediano.
Era noto come Boglietti II per distinguerlo dai fratelli Ernesto o Boglietti I ed Ottavio o Boglietti III.
È scomparso nel 1955 all'età di 60 anni.

## Carriera
Iniziò la carriera agonistica nella Juventus, con cui fece il suo esordio contro la Libertas il 12 ottobre 1913 in una vittoria per 3-1, mentre la sua ultima partita in bianconero fu contro il Genoa il 21 marzo 1915 in una sconfitta per 5-2. Nelle sue due stagioni bianconere collezionò 24 presenze e 3 reti.
Durante la Grande Guerra si trasferì al Genoa, con cui disputò la Coppa Federale 1915-1916, chiusa al quarto posto delle finali nazionali, e la Coppa Liguria 1917, vinta dai rossoblu.
Nel 1919 passa al Torino che lascia dopo una sola stagione per giocare con l'US Torinese.
Nell'US Torinese militerà sino al 1923, eccetto un breve ingaggio tra il gennaio del 1922 e la seguente sessione di mercato al Savona.